# John Charles Frémont
Pour les articles homonymes, voir Frémont.
Cet article possède un paronyme, voir Fremont.
John Charles Frémont, né le 21 janvier 1813 à Savannah (Géorgie) et mort le 13 juillet 1890 à New York, est un officier et explorateur américain qui fut le premier candidat au poste de président des États-Unis de l'histoire du Parti républicain. Il fut également le premier candidat d'un grand parti à fonder sa campagne électorale sur son opposition à l'esclavage, chose d'autant plus improbable qu'il avait auparavant épousé Jessie Benton, la fille préférée du sénateur démocrate Thomas Hart Benton, possesseur d'esclaves.

## Biographie

### Jeunesse
La généalogie de la famille Frémont publiée en 1902 par l'historien Pierre-Georges Roy retrace les origines canadienne-française et française de John Frémont. Il est le fils d'une illustre Virginienne, Anne Beverley Whiting, qui a épousé en secondes noces, le 14 mai 1807, un réfugié canadien-français enseignant le français à Norfolk du nom de Louis René Frémont. Louis René Frémont, né à Québec le 8 décembre 1768 et décédé à Norfolk, Virginie, en 1818, est le fils de Jean Louis Frémont, un marchand établi à Québec qui est le fils de Charles Louis Frémont, de Saint-Germain-en-Laye, près de Paris.

### Explorateur
Frémont participe et mène lui-même de multiples expéditions de reconnaissance dans l'ouest des États-Unis. En 1838 et 1839, il seconde par exemple Joseph Nicollet durant son exploration des terres situées entre le Mississippi et le Missouri. En 1841, après avoir appris la cartographie auprès de Nicollet, il cartographie certaines parties de la rivière Des Moines puis conduit des explorations le long de la piste de l'Oregon et dans la Sierra Nevada de 1841 à 1846. Alors qu'il étudie ces dernières chaînes de montagnes, il est très probablement le premier Européen à contempler le lac Tahoe. On lui attribue également la découverte de l'absence de lien hydrologique entre le Grand Bassin et la mer. Il a par ailleurs cartographié des volcans comme le mont Saint Helens. Les villes de Fremont, en Californie, au Nebraska et en Ohio, ont été ainsi baptisées en son honneur.
Frémont récolte de nombreuses plantes au cours de ses expéditions. Ses récoltes sont décrites par John Torrey sous le titre Plantae Fremontiae en 1850.

### Carrière politique
Il enlève la Californie aux Mexicains et il en devient le gouverneur mais, à la suite d'une opposition avec le général Kearny, il est traduit en conseil de guerre au mois d'août 1847 et démissionne de l'armée.
En 1847, il achète le Rancho Las Mariposas (en) en Californie.
Devenu sénateur de la Californie en 1850, il s'oppose aux esclavagistes.
Investi par le Parti républicain et soutenu par une fraction dissidente du mouvement Know Nothing, il est le premier candidat républicain lors des élections présidentielles de 1856.
Après la guerre de Sécession, il perd sa fortune à la suite des déboires d'une compagnie de chemin de fer. Il est alors nommé gouverneur de l'Arizona et le reste de 1878 à 1883.

### Général durant la guerre de Sécession
Général politique, nommé par Abraham Lincoln à la tête des armées nordistes de l'ouest de mai à novembre 1861, il tente de coordonner les actions militaires dans l’État du Missouri et de forcer les fortifications empêchant la descente du Mississippi. En émettant un édit libérant les esclaves dans les territoires confédérés conquis par ses troupes, il gène la politique de conciliation de Lincoln vis-à-vis des États esclavagistes demeurés dans l'Union (Kentucky, Maryland, Missouri). Ce dernier lui demande alors de revoir son édit.
Mais Frémont s'y oppose et envoie son épouse à Washington pour convaincre le président. Celle-ci échoue dans sa mission. Lincoln annule alors l'édit, et transfère son général aux commandes du département des montagnes de Virginie-Occidentale, Kentucky et Tennessee en mars 1862.
Il ne parvient pas à vaincre l'armée ennemie dirigée par Jackson. Lorsque l'armée de Virginie est créée le 26 juin, le général en chef nommé est John Pope, et Frémont doit alors mettre son corps d'armée sous ses ordres. Refusant de servir sous les ordres d'un officier inférieur à lui en ancienneté dans le grade, il quitte son commandement. Frémont se retire alors à New York où il attend son rappel en vain jusqu'à la fin de la guerre.

## Distinctions
- Pour le Mérite

## Hommage
La célèbre rue principale du downtown Las Vegas porte son nom (Fremont Street).
L'île Frémont a été nommée en son honneur.
Le cannon Frémont (en) est le trophée décerné au vainqueur de la « Bataille du Nevada » qui est la rivalité de football américain universitaire entre le Wolf Pack du Nevada et les Rebels d'UNLV.

## Sources
- Nevins, Allan : Fremont: Pathmarker of the West, volume 1 : Fremont the Explorer ; volume 2 : Fremont in the Civil War (1939, éd. rév. 1955)
- Roy, Pierre-Georges: La Famille Frémont, Lévis, 1902. p. 84.
- Stanley L. Welsh, John Charles Frémont, botanical explorer, Monographs in Systematic Botany from the Missouri Botanical Garden, vol. 66, 1998, viii, 450 p. : portrait, cartes, planches.